# Itanhaém
Itanhaém és un municipi de l'estat de São Paulo,a la Regió Metropolitana de la Baixada Santista, que dona el seu nom a una microrregião. La població estimada el 2006 era de 91.153 habitants i l'àrea és de 599,017 km², el que resulta una densitat demogràfica de 134,19 hab/km².